# Hockey Breganze
L'Associazione Sportiva Dilettantistica Hockey Breganze, més popularment coneguda com a Hockey Breganze, és un club d'hoquei sobre patins de la localitat italiana de Breganze. El club va ser fundat l'any 1961 i actualment milita a la Serie A2
Entre els seus assoliments esportius més destacats figuren dues lligues italianes, assolides els anys 1976 i 1979, així com quatre Copes d'Itàlia, assolides els anys 1968, 1975, 2015 i 2019.) També ha guanyat una Supercopa italiana l'any 2015. A escala internacional, disputà la final de la Copa de la CERS de la temporada 2013/14, en la qual va caure derrotat pel CE Noia a Forte dei Marmi. Mentre que a la Lliga Europea arribà a la Final Fou de la temporada 2014/15 celebrada a Bassano del Grappa, on caigué en semifinals contra el FC Barcelona.

## Palmarès
- 2 Lligues d'Itàlia (1976, 1979)
- 4 Copes d'Itàlia (1968, 1975, 2015, 2019)
- 1 Supercopa d'Itàlia (2015)